# Joseph Augustine Di Noia
Pour les articles homonymes, voir Noia (homonymie).
Joseph Augustine Di Noia, né le 10 juillet 1943 à New York, est un archevêque américain, secrétaire-adjoint de la Congrégation pour la doctrine de la foi depuis septembre 2013.

## Biographie
Joseph Augustine Di Noia, né dans le Bronx à New York dans une famille d'origine italienne.
Il est ordonné prêtre le 4 juin 1970 pour l'ordre dominicain. Il poursuit ses études et est licencié en théologie. En 1980, il obtient un doctorat en philosophie à Yale avant d'enseigner la théologie à la Dominican House of the studies de Washington. Il a également assumé la direction de la revue théologique The Thomist. Pendant sept ans, il a également assumé la fonction de secrétaire de la commission doctrinale de la conférence des évêques américains.
En 1997, il est nommé membre de la commission théologique internationale. Le 4 avril 2002, il est nommé sous-secrétaire de la Congrégation pour la doctrine de la foi, alors présidée par le cardinal Joseph Ratzinger.
Le 16 juin 2009, ce dernier, élu pape en 2005, le nomme archevêque titulaire d'Oregon City (de) et secrétaire de la Congrégation pour le culte divin et la discipline des sacrements. Il reçoit la consécration épiscopale le 11 juillet suivant, des mains de son compatriote, le cardinal William Joseph Levada.
Le 26 juin 2012, il est nommé au poste, nouvellement créé de vice-président de la commission pontificale Ecclesia Dei. Une note de la  Congrégation pour la doctrine de la foi accompagne et explique cette nomination par la « sollicitude pastorale [de Benoît XVI] envers les fidèles traditionalistes en communion avec le siège apostolique, mais aussi de son vif désir de voir réconciliées les communautés non en pleine communion ».
Le 21 septembre 2013, lors du premier mouvement d'ampleur de son pontificat au sein de la curie, le pape François le nomme secrétaire-adjoint de la Congrégation pour la doctrine de la foi, le poste de vice-président de la commission Ecclesia Dei étant supprimé de facto.

## Sources et traductions
- (en) Cet article est partiellement ou en totalité issu de l’article de Wikipédia en anglais intitulé « Joseph Augustine Di Noia » (voir la liste des auteurs).